# Миргородська районна державна адміністрація
Миргородська районна державна адміністрація — виконавчий орган Миргородського району Полтавської області. Державний орган, який здійснює функції дотримання чинного законодавства та управління на території Миргородського району.
У зв'язку з широкомасштабним вторгненням Росії 24 лютого 2022 року набула статусу військової адміністрації.